# Marian Kaczmarek (kurier)
Marian Kaczmarek pseud. Paweł (ur. 7 października 1904 w Koronowie, zm. 15 maja 1953 w Warszawie) – maszynista kolejowy, kurier emigracyjnego ośrodka wywiadowczego w Barkhausen, skazany na śmierć przez władze stalinowskie PRL.

## Życiorys

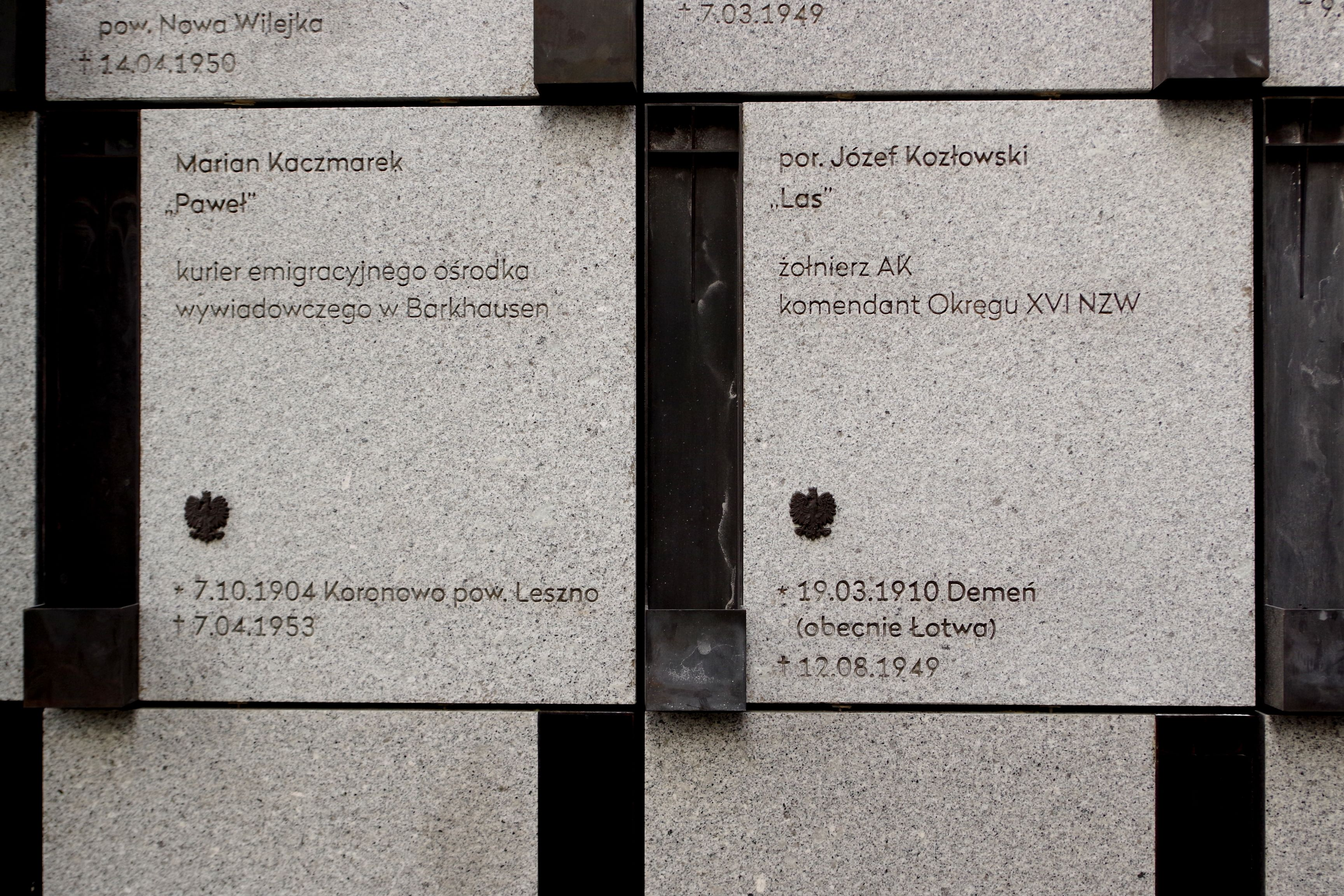
Groby Mariana Kaczmarka ps. „Paweł” i Józefa Kozłowskiego ps. Las w Panteonie – Mauzoleum Wyklętych-Niezłomnych na Cmentarzu Wojskowym na Powązkach w Warszawie.

Marian Kaczmarek był z wykształcenia ślusarzem. Przed II wojną światową pracował jako monter w Polskich Kolejach Państwowych w Poznaniu, pracę tę kontynuował w czasie okupacji i po wojnie. Pracował jako pilot-maszynista w pociągach osobowych jeżdżących na trasie Poznań – Frankfurt nad Odrą. W okresie od wiosny 1949 roku do kwietnia 1952 roku był związany z ośrodkiem wywiadowczym w Barkhausen, działającym na rzecz polskich władz emigracyjnych w Londynie. Będąc kurierem, przewoził przez granicę pomiędzy Polską a NRD osoby, które były mu wskazywane przez ekspozyturę ośrodka w Berlinie. Transportował również i dostarczał pod wskazane adresy pocztę wywiadowczą. Został aresztowany przez UB 6 kwietnia 1952 roku. Proces został utajniony i odbywał się bez udziału obrońcy. Wyrokiem Wojskowego Sądu Rejonowego w Warszawie pod przewodnictwem por. Jerzego Godlewskiego 7 listopada 1952 roku Marian Kaczmarek został skazany na karę śmierci. Rada Państwa decyzją z 30 marca 1953 roku nie skorzystała z prawa łaski. Wyrok wykonano 7 kwietnia 1953 roku w więzieniu mokotowskim w Warszawie. 
Sąd Najwyższy – Izba Wojskowa postanowieniem z 9 listopada 1990 roku uznała za nieważny wyrok wydany w sprawie Mariana Kaczmarka przez WSR w Warszawie w listopadzie 1952 roku.
1 marca 2015 roku Instytut Pamięci Narodowej potwierdził, że wśród szczątków wydobytych w kwaterze „Ł” na warszawskich Powązkach Wojskowych zidentyfikowano szczątki Mariana Kaczmarka.